# Ormýlia
Ormýlia, en grec moderne : Ορμύλια, est un village et un ancien dème du district régional de Chalcidique, en Macédoine-Centrale, Grèce. Depuis 2010, il est fusionné au sein du dème de Polýgyros. 
Selon le recensement de 2011, la population du dème compte 4 282 habitants tandis que celle du village s'élève à 2 979 habitants.